# Kliniak
Kliniak (niem. Klinkei) – potok w południowo-zachodniej Polsce, w Sudetach; prawy dopływ Bystrzycy Dusznickiej.
Potok ma źródła pomiędzy wzniesieniami Ptasia Góra a Koniuch  na wysokości 730 m n.p.m. a ujście na wysokości 480 m n.p.m. w miejscowości Szczytna.